# Championnat d'Italie de rugby à XV 1933-1934
Navigation
Serie A 1932-1933 Serie A 1934-1935
Le Championnat d'Italie de rugby à XV 1933-1934 oppose les onze meilleures équipes italiennes de rugby à XV. Le championnat débute en 1933 et se termine en 1934. Il se déroule en deux temps : une première phase de trois groupes constitués de quatre et trois équipes qui disputent des matchs aller-retour où tous les clubs se rencontrent deux fois et un tournoi final regroupant les premiers de chaque groupe et le vainqueur du match de repêchage entre le Rugby Bologne et le GUF Napoli, GUF Padova ayant abandonné après la première rencontre.
Pour la 6e fois consécutive, l'Amatori Milan est sacré champion.

## Équipes participantes
Les onze équipes sont réparties en trois groupes, de la façon suivante :
| Groupe A - Bologne - Bersaglieri Milan - GUF Padova - GUF Torino | Groupe B - ACF Padova - Amatori Milan - Rugby Torino - GUF Genova | Groupe c - Rugby Rome - GUF Napoli - GUF Firenze |

## Résultats

### Phase de groupe

#### Groupe A
| Rang | Club              | J | V | N | D | Pm | Pe | Diff | Pts |
| ---- | ----------------- | - | - | - | - | -- | -- | ---- | --- |
| 1    | Bersaglieri Milan | 6 | 5 | 0 | 1 | 41 | 11 | +30  | 10  |
| 2    | Rugby Bologne     | 7 | 4 | 1 | 2 | 54 | 9  | +45  | 8   |
| 3    | GUF Torino        | 6 | 3 | 0 | 3 | 12 | 19 | -7   | 6   |
| 4    | GUF Padova        | 6 | 0 | 0 | 6 | 3  | 71 | -68  | 0   |

|  | Qualifié (no 1)  |
|  | Repêchage (no 2) |

Attribution des points :  victoire : 2, match nul : 1, défaite : 0.

#### Groupe B
| Rang | Club                | J | V | N | D | Pm | Pe | Diff | Pts |
| ---- | ------------------- | - | - | - | - | -- | -- | ---- | --- |
| 1    | Amatori Rugby Milan | 6 | 5 | 1 | 0 | 68 | 0  | +68  | 10  |
| 2    | ACF Padova          | 6 | 3 | 2 | 1 | 17 | 7  | +10  | 8   |
| 3    | Rugby Torino        | 6 | 2 | 0 | 4 | 17 | 49 | -32  | 4   |
| 4    | GUF Genova          | 6 | 0 | 1 | 5 | 8  | 54 | -46  | 1   |

|  | Qualifiés (no 1) |
|  | Repêchage (no 2) |

Attribution des points :  victoire : 2, match nul : 1, défaite : 0.

#### Groupe C
| Rang | Club        | J | V | N | D | Pm  | Pe | Diff | Pts |
| ---- | ----------- | - | - | - | - | --- | -- | ---- | --- |
| 1    | Rugby Rome  | 4 | 4 | 0 | 0 | 140 | 10 | +130 | 8   |
| 2    | GUF Napoli  | 4 | 2 | 0 | 2 | 21  | 64 | -43  | 4   |
| 3    | GUF Firenze | 4 | 0 | 0 | 4 | 6   | 93 | -87  | 0   |

|  | Qualifiés (no 1) |
|  | Repêchage (no 2) |

Attribution des points :  victoire : 2, match nul : 1, défaite : 0.

### Repêchage
Le club de l'ACF Padova se retire finalement du tournoi.
| 1934 | GUF Napoli | 6 – 0 | ACF Padova | Rome |
| 1934 |            |       |            | Rome |
| 1934 |            |       |            | Rome |

| 1934 | Bologne | 12 – 3 | GUF Napoli | Rome |
| 1934 |         |        |            | Rome |
| 1934 |         |        |            | Rome |

### Tour final
| Rang | Club                | J | V | N | D | Pm | Pe | Diff | Pts |
| ---- | ------------------- | - | - | - | - | -- | -- | ---- | --- |
| 1    | Amatori Rugby Milan | 6 | 5 | 0 | 1 | 34 | 11 | +23  | 10  |
| 2    | Rugby Rome          | 6 | 4 | 0 | 2 | 70 | 40 | +30  | 8   |
| 3    | Rugby Bologne       | 6 | 1 | 2 | 3 | 20 | 47 | -27  | 4   |
| 4    | Bersaglieri Milan   | 8 | 2 | 1 | 5 | 21 | 57 | -36  | 2   |

|  | Vainqueur (no 1) |

Attribution des points :  victoire : 2, match nul : 1, défaite : 0.

### Vainqueur
| Entraîneur |                        |                                                                           |
| Avants     | Pilier                 | Cavalieri, Lossani                                                        |
| Avants     | Talonneur              | Bruscati, Glanville, Saltarelli                                           |
| Avants     | Deuxième ligne         | Testoni                                                                   |
| Avants     | Troisième ligne aile   | Brambilla I, Sessa                                                        |
| Avants     | Troisième ligne centre |                                                                           |
| Arrières   | Demi de mêlée          |                                                                           |
| Arrières   | Demi d'ouverture       | Cazzini, Centinari I, Di Bello, Zuffi                                     |
| Arrières   | Centre                 | Agosti, Cesani, Crespi, Lodigiani                                         |
| Arrières   | Ailier                 | Caccia Dominioni, Campagna, Centinari II, Esposti, Re Garbagnati, Webster |
| Arrières   | Arrière                |                                                                           |